# 本宮山県立自然公園

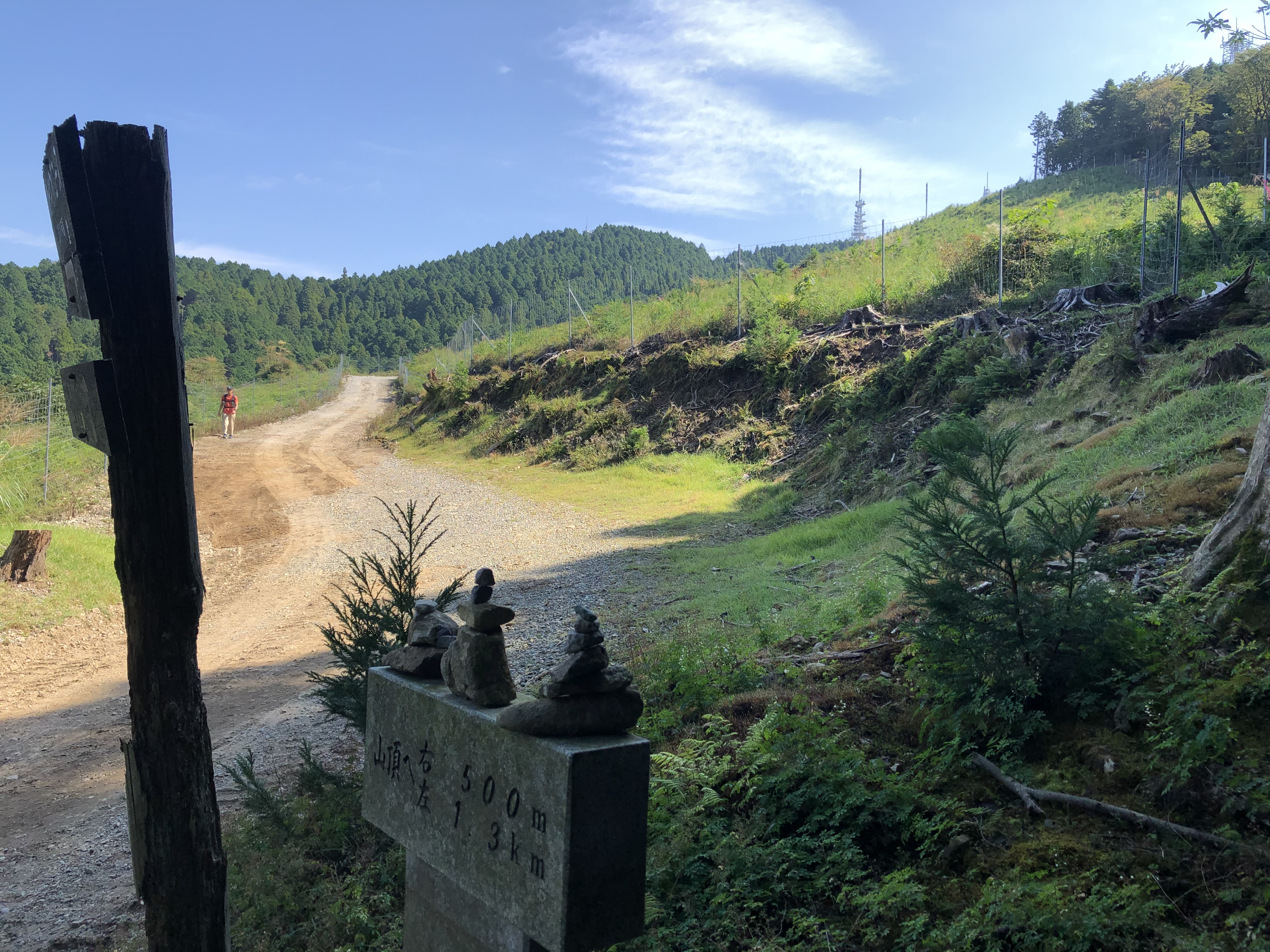
本宮山

本宮山県立自然公園（ほんぐうさんけんりつしぜんこうえん）は、愛知県にある総面積7,294haの県立自然公園である。1969年（昭和44年）3月14日に愛知県の県立自然公園に指定された。

## 概要
本宮山県立自然公園は、三河国一宮砥鹿神社の奥宮のある本宮山を中心に、山麓のくらがり渓谷、戸津呂、周辺の巴山、雁峰山などの山々と巴川、寒狭川などの河川を含む自然公園である。
本宮山は「三河富士」と呼ばれる美しい一等三角点の山であるが山頂にはアンテナが林立しているので見晴らしは悪い。

## 主要利用地区
くらがり渓谷、砥鹿神社奥宮、本宮山スカイライン、観音山、巴山、雁峰山。

## ギャラリー
- くらがり渓谷
- くらがり渓谷
- 本宮山の登山道
- 本宮山山頂の駐車場
- 砥鹿神社奥宮